# Оя (река)
О́я (в верховье Больша́я О́я) (камас. Аиаӈ дяға — степная река) — река в Восточной Сибири, на территории Красноярского края России, правый приток Енисея.
Общая протяжённость реки составляет 254 км. Площадь водосборного бассейна насчитывает 5300 км². Под названием Большая Оя берёт начало в Ойском озере. Высота устья около 263 м над уровнем моря.

## Притоки
- 70 км: река Кебеж (пр.)
- 223 км: Оя 3-я (лв.)
- 230 км: Мал. Оя (Малая Оя) (пр.)
- 252 км: Оленья Речка (Оленья) (лв.)

## Данные водного реестра
По данным государственного водного реестра России относится к Енисейскому бассейновому округу, водохозяйственный участок реки — Енисей от Саяно-Шушенского гидроузла до впадения реки Абакан, речной подбассейн реки — Енисей между слиянием Большого и Малого Енисея и впадением Ангары. Речной бассейн реки — Енисей.
Код объекта в государственном водном реестре — 17010300212116100012399.